# Tela (geslacht)
Tela is een geslacht van rechtvleugeligen uit de familie veldsprinkhanen (Acrididae). De wetenschappelijke naam van dit geslacht is voor het eerst geldig gepubliceerd in 1932 door Hebard.

## Soorten
Het geslacht Tela omvat de volgende soorten:
- Tela annulicornis Bruner, 1908
- Tela bolivari Descamps, 1976
- Tela chlorosoma Hebard, 1932
- Tela neeavora Descamps & Rowell, 1978
- Tela viridula Bruner, 1908